# Psilocerea immitata
Psilocerea immitata là một loài bướm đêm trong họ Geometridae.